# Port Isaac
Port Isaac (kornisk: Porthysek) er en lille fiskeby ud til atlanterhavskysten i det nordilge Cornwall, England i Storbritannien. De nærmeste byer er Wadebridge og Camelford, som begge ligger 16 km væk. Det korniske navn for byen er, Porthysek, og et betyder "kornhavn", hvilket indikerer at der er blevet drevet handel med korn i byen.
Siden 2004 er ITV tv-serien Doc Martin blevetoptaget i byen. Byen er også hjem for sømandsgruppen Fisherman's Friends.